# Minhiriath

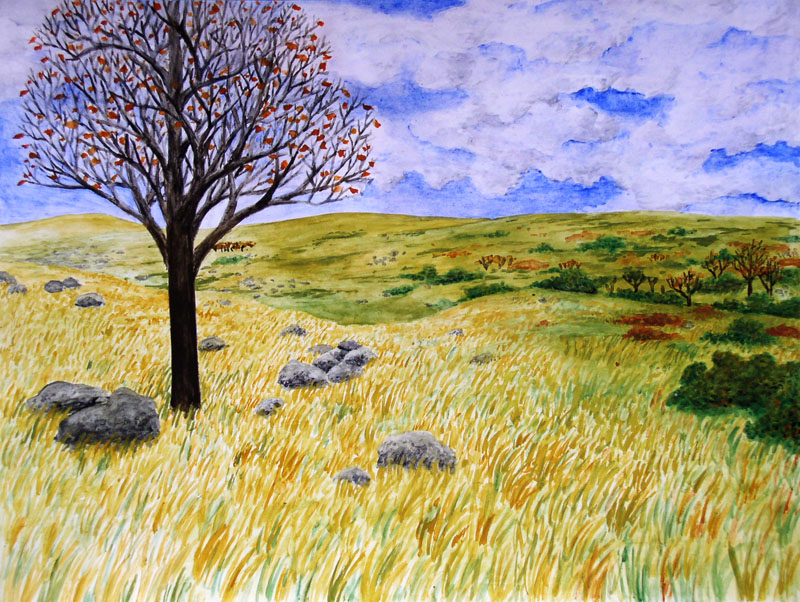
Minhiriath

Minhiriath (Sindarijns voor land tussen de rivieren) is een fictieve landstreek in J.R.R. Tolkiens wereld Midden-aarde.

## Ligging
Het lag in het westen van Midden-aarde en vormde het zuidelijkste deel van Eriador. In het zuiden werd de streek begrensd door de Gwathló, in het oosten door de Noord-Zuidweg, in het noorden door de Baranduin en in het westen door Belegaer. De belangrijkste stad was Tharbad.

## Plaats in het verhaal
Gedurende de Tweede Era werd Minhiriath bevolkt door de Donkerlanders, afstammelingen van de Haladin uit de Eerste Era. Zij spraken een taal die afweek van het Adûnaisch, de taal van de andere afstammelingen van de Edain, de Dúnedain uit Númenor. Toen dit rijk zich ontwikkelde tot maritieme grootmacht, werd Minhiriath gekoloniseerd door de Númenóreanen. Aan de monding van de Gwathló werd Lond Daer gesticht en stroomopwaarts Tharbad. In Lond Daer werden veel schepen gebouwd voor de Númenóreaanse vloot en de aldaar aanwezige scheepswerven hadden veel hout nodig. Dit hout werd gekapt in de bossen van Enedwaith en Minhiriath. De Donkerlanders stonden vijandig tegenover deze werkzaamheden en er vonden met regelmaat schermutselingen plaats, die niet eindigden toen Númenor door de zee werd verzwolgen.
De overlevenden van de val van Númenor, geleid door Elendil de Lange, stichtten de rijken Gondor en Arnor in Midden-aarde. Minhiriath werd onderdeel van het noordelijke rijk, Arnor. Nadat Arnor in het jaar 861 van de Derde Era na een korte burgeroorlog uiteenviel, vormde Minhiriath het grootste gedeelte van het restkoninkrijk Cardolan. Het eens dichtbeboste gebied was dunbevolkt en na de Lange Winter in 2912 werd het land grotendeels overstroomd en volledig ontvolkt.